# Albert Evans (cầu thủ bóng đá, sinh năm 1901)
Albert Evans (17 tháng 10 năm 1901 – 1969) là một cầu thủ bóng đá thi đấu cho Woking, Tottenham Hotspur và Grantham Town.

## Sự nghiệp bóng đá
Evans bắt đầu sự nghiệp tại Woking. Là tiền đạo, ông gia nhập Tottenham Hotspur năm 1927 thi đấu 5 trận trong mùa giải 1927–28. Sau khi rời Lilywhites ông đến thi đấu cho Grantham Town.